# 維諾格拉德涅
維諾格拉德涅（烏克蘭語：Виноградне），是烏克蘭的城鎮，位於克里米亞半島東南部，處於費奧多西亞以西4公里，面積0.33平方公里，海拔高度183米，2014年人口289，人口密度每平方公里875.76人。
45°1′39″N 35°18′59″E / 45.02750°N 35.31639°E